# Jochen Johrendt

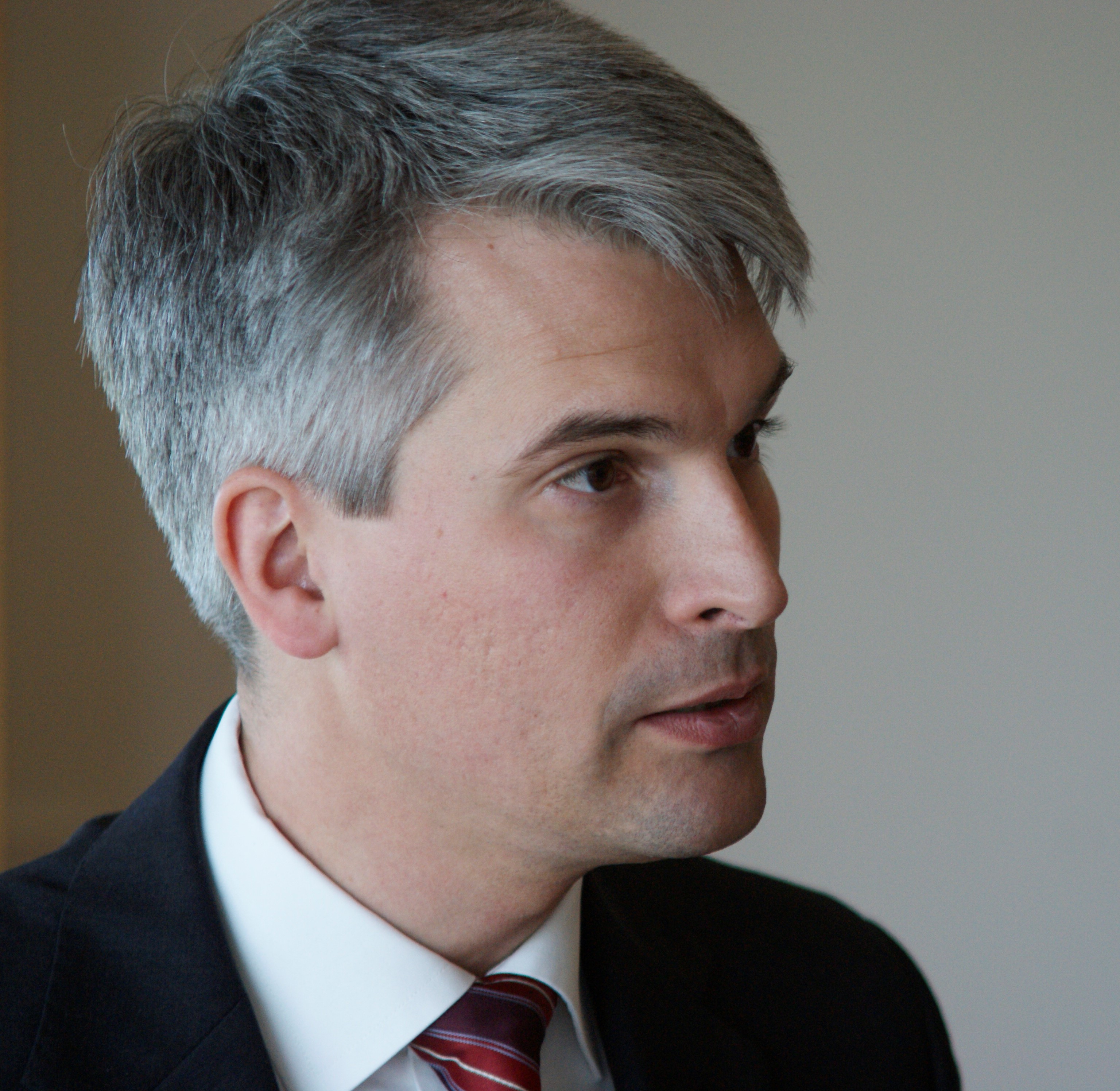
Jochen Johrendt im Jahr 2014 aufgenommen von Werner Maleczek.

Jochen Johrendt (* 15. März 1973 in Erlangen) ist ein deutscher Historiker. Seine Forschungsschwerpunkte sind vor allem das Papsttum, Rom und Italien im Mittelalter, das hochmittelalterliche Königtum, die Hilfswissenschaften sowie die Editionswissenschaft.

## Leben und Wirken
Johrendt studierte ab dem Wintersemester 1993/94 Geschichte, Germanistik, Soziologie und Politologie an der Friedrich-Alexander-Universität in Erlangen, im Wintersemester 1995/96 Alte und Mittlere Geschichte an der University of Liverpool und ab dem Wintersemester 1996/97 an der Ludwig-Maximilians-Universität München. Im Wintersemester 1999/2000 legte er das Erste Staatsexamen in den Fächern Deutsch und Geschichte für das Lehramt am Gymnasium ab. Im Jahr 2003 wurde er in München bei Rudolf Schieffer mit der Arbeit Papsttum und Landeskirchen im Spiegel der päpstlichen Urkunden (896–1046) promoviert. Von 2003 bis Oktober 2006 war er wissenschaftlicher Mitarbeiter am Deutschen Historischen Institut in Rom. Von Oktober 2007 bis April 2011 war er wissenschaftlicher Assistent bzw. Oberassistent am Lehrstuhl Schieffer an der LMU München. Im November 2008 schloss er seine Habilitation mit einer Arbeit zum Kapitel von St. Peter im Vatikan (11.–13. Jahrhundert) ab. Johrendt erhielt die Lehrbefugnis für Mittelalterliche Geschichte und Historische Hilfswissenschaften. Er hatte Lehrstuhlvertretungen im Sommersemester 2009 an der KU Eichstätt-Ingolstadt, im Wintersemester 2009/10 für Bernd Schneidmüller in Heidelberg, im Sommersemester 2010 in Essen und im Wintersemester 2010/11 in Münster. Seit Sommersemester 2011 lehrt er als ordentlicher Professor für Mittelalterliche Geschichte an der Bergischen Universität Wuppertal. Am 3. Mai 2017 erhielt Johrendt als Zweitplatzierter den Ruf auf die Stelle des Präsidenten der Monumenta Germaniae Historica verbunden mit einer W-3-Professur für mittelalterliche Geschichte an der Ludwig-Maximilians-Universität München. Den Ruf lehnte Johrendt nach längeren Verhandlungen am 8. Dezember 2017 ab.
Seit März 2013 ist er Mitglied des Beirats der Abteilung Wuppertal des Bergischen Geschichtsvereins und seit April 2014 ihr stellvertretender Vorsitzender. Er wurde auf der Hauptversammlung am 2. März 2017 als Nachfolger des 2016 verstorbenen Hans Joachim de Bruyn-Ouboter zum Vorsitzenden gewählt. Seit 2018 ist er Mitglied der Commission internationale de diplomatique und seit November 2021 ordentliches Mitglied der Historischen Kommission für Westfalen.
Seine Forschungsschwerpunkte sind die Kirchen- und Papstgeschichte des Früh- und Hochmittelalters, die Diplomatik, die Geschichte Italiens, vorrangig Unteritaliens im Hochmittelalter, die Rechts- und Verfassungsgeschichte sowie die Kanoniker- und Kapitelforschung. Johrendt hat nachgewiesen, in welch hohem Maße stadtrömische Akteure Einfluss auf die Kaiserkrönung genommen haben. Bisher hatte die Forschung die Aufenthalte der Herrscher in Rom in eine Geschichte der Kaiserkrönungen sowie des Verhältnisses zwischen Kaisern und Päpsten eingeordnet. Die Beiträge einer im Dezember 2015 im Deutschen Studienzentrum in Venedig abgehaltenen Tagung gab Johrendt 2017 zusammen mit Romedio Schmitz-Esser und Knut Görich in einem Sammelband heraus. Dabei sollten am Beispiel Venedigs die „Themenbereiche des adventus und die Herrscherbegegnung“ im Sinne „einer neuen Kulturgeschichte des Politischen“ behandelt werden. Anders als die traditionelle Politikgeschichte standen weniger politische Ideen und vermeintlich objektive Machtstrukturen, sondern symbolische Repräsentation und deren Wahrnehmung im Vordergrund. Johrendt verstand Venedig abgesehen vom singulären Aufenthalt Alexanders III. als „papstfreie Zone“. Er veröffentlichte 2018 eine Darstellung über den Investiturstreit. Er arbeitet an einem Editionsprojekt zu den Gesta Inocentii Papae.

## Schriften
Monografien
- Der Investiturstreit. wbg Academic, Darmstadt 2018, ISBN 3-534-15577-7.
- Die Diener des Apostelfürsten. Das Kapitel von St. Peter im Vatikan (11.–13. Jahrhundert). De Gruyter, Berlin u. a. 2011, ISBN 978-3-11-023407-7 (Teilweise zugleich: München, Universität, Habilitations-Schrift, 2008–2009).
- Papsttum und Landeskirchen im Spiegel der päpstlichen Urkunden (896–1046) (= Monumenta Germaniae historica. Bd. 33). Hahn, Hannover 2004, ISBN 3-7752-5733-0 (Zugleich: München, Universität, Dissertation, 2002–2003).

Herausgeberschaften
- mit Étienne Doublier, Maria Pia Alberzoni: Der Rotulus im Gebrauch. Einsatzmöglichkeiten – Gestaltungsvarianz – Deutungen. Böhlau, Wien u. a. 2020, ISBN 978-3-412-51802-8.
- mit Knut Görich, Romedio Schmitz-Esser: Venedig als Bühne. Organisation, Inszenierung und Wahrnehmung europäischer Herrscherbesuche (= Studi. Schriftenreihe des Deutschen Studienzentrums in Venedig. Bd. 16). Schnell & Steiner, Regensburg 2017, ISBN 978-3-7954-3222-5.
- mit Romedio Schmitz-Esser: Rom – Nabel der Welt. Macht, Glaube, Kultur von der Antike bis heute. Wissenschaftliche Buchgesellschaft, Darmstadt 2010, ISBN 978-3-534-23318-2.
- mit Harald Müller: Rom und die Regionen. Studien zur Homogenisierung der lateinischen Kirche im Hochmittelalter (= Abhandlungen der Akademie der Wissenschaften zu Göttingen. Philologisch-Historische Klasse. N.F. 19). De Gruyter, Berlin/Boston 2012, ISBN 978-3-11-028929-9.
- mit Harald Müller: Römisches Zentrum und kirchliche Peripherie. Das universale Papsttum als Bezugspunkt der Kirchen von den Reformpäpsten bis zu Innozenz III. (= Abhandlungen der Akademie der Wissenschaften zu Göttingen. Neue Folge, 2). De Gruyter, Berlin u. a. 2008, ISBN 978-3-11-020223-6 (Rezension).